# Gaetano Alimonda
Gaetano Alimonda (né le 23 octobre 1818 à Gênes et mort le 30 mai 1891 à Albaro) est un cardinal italien du XIXe siècle. 

## Biographie
Alimonda est recteur du séminaire de Gênes pendant des années. Le pape Pie IX le nomme évêque d'Albenga le 21 septembre 1877. Il reçoit la consécration épiscopale le 11 novembre 1877 des mains de Salvatore Magnasco (it), archevêque de Gênes. À ce poste, il continue de prôner la réconciliation avec Victor-Emmanuel II et la Maison de Savoie.
Il démissionne de son poste d'évêque lorsque le pape Léon XIII le nomme cardinal prêtre le 12 mai 1879, faisant partie du premier groupe de cardinaux créé par Léon. Il reçoit son galero rouge ainsi que le titre de Santa Maria in Traspontina lors du consistoire du 22 septembre 1879.
Le pape Léon le nomme archevêque de Turin le 9 août 1883.

## Succession apostolique
Gaetano Alimonda a ordonné les évêques suivants :
- Archevêque Francesco Maria Imparati (it), O.F.M.Obs. (1880)
- Archevêque Lorenzo Carlo Pampirio, O.P. (1880)
- Évêque Giuseppe Ronco (it) (1881)
- Évêque Giuseppe Candido (it) (1881)
- Évêque Filippo Chiesa (1881)
- Évêque Eliseo Giordano, O.Carm. (1883)
- Archevêque Giovanni Battista Bertagna (1884)
- Cardinal Giovanni Cagliero, S.D.B. (1884)
- Cardinal Teodoro Valfrè di Bonzo (1885)
- Évêque Domenico Cumino (1886)
- Cardinal Agostino Richelmy (1886)
- Archevêque Edoardo Pulciano (it) (1887)
- Évêque Giuseppe Francesco Re (cs) (1890)